# Beatrijs
Beatrijs è un poema medievale anonimo in lingua neerlandese, scritto nel XIV secolo e ricavato da una precedente opera composta in latino, il Dialogus Miraculorum (1219-1223), di cui però non è una versione fedele.
Il titolo fa riferimento all'omonima protagonista.

## Trama
Beatrijs, novizia in un convento, fugge per amore di un giovane, che la renderà madre di due figli. Dopo sette anni la loro situazione economica si fa difficile, finché un giorno l'uomo abbandona il tetto coniugale.
Per poter assicurare un futuro ai figlioletti, Beatrijs decide di darsi alla prostituzione, senza tuttavia dimenticare di pregare ogni giorno la Madonna, alla quale nonostante tutto intende rimanere devota. Ma in seguito si ravvede totalmente, imponendosi quindi di vivere di elemosine.
Passano così altri sette anni, dopodiché Beatrijs matura il proposito di rientrare nel convento, ma teme di essere riconosciuta. Parlando con una vedova che vive lì vicino, apprende che nessuna delle suore ha notato la sua assenza: si rende allora conto che per quattordici anni la Madonna ha preso il suo aspetto e che dunque si trova tuttora nel convento.
Fattasi coraggio, Beatrijs rivela in confessione a un abate il suo segreto: questi l'assolve e prende con sé i due figli della donna, che può dunque occupare di nuovo il suo posto tra le novizie. Solo a questo punto il testo fa il nome della protagonista.

## Edizioni in italiano
- Luisa Ferrini, Beatrijs. La leggenda della sacrestana (Edizioni Dehoniane, 2004)